# Seriphidium balchanorum
Seriphidium balchanorum (лат.) — вид цветковых растений рода Seriphidium семейства Астровые (Asteraceae).
Общеупотребимое название рода в русском языке отсутствует; ранее вид включался в состав близкородственного рода Полынь (Artemisia) под названием Полы́нь балха́нов, или Полынь лимо́нная.
Растение впервые описано российским ботаником И. М. Крашенинниковым в 1936 году.

## Распространение, описание
Эндемик Туркменистана, встречающийся в горных районах страны, в окрестностях хребта Большой Балхан и горной системы Паропамиз.
Встречается на склонах, глинистой и гравийной почвах.

## Ботаническое описание
Многолетний полукустарник высотой 40—80 см.
Корень стержневой, толстый.
Побеги прямостоячие; листорасположение очерёдное. Листья простые, округлой либо яйцевидной формы.
Соцветие — корзинка. Цветки пятилепестковые, размером до 1 см, жёлтого цвета, по 4—5 штук на каждом растении.
Плод — семянка.
Цветёт в июле — августе, плодоносит в сентябре.

## Значение и применение
Культивируется в Крыму и многих других регионах на территории бывшего СССР. В культуре размножают семенами либо вегетативно.
Растение богато витамином C. Выделяемый из растения цитраль используется в фармацевтике для синтеза витамина A. Из Seriphidium balchanorum получают также эфирное масло, имеющее стойкий цитрусовый аромат. Выход масла 0,8—1,0 % на сухой вес травы. Служит источником 1-линалоола, цитраля, гераниола для парфюмерно-косметического и кондитерского производства.
Надземная часть растения — источник липидов.
Зимой скотом поедается слабо.
Seriphidium balchanorum используется также в пищевой промышленности для изготовления лимонада, вермута, вин и как ароматическая добавка в консервах, плавленных сырах, кондитерских изделиях, различных блюдах, напитках домашнего приготовления (например, в чае).

## Экология
Подвержен поражению ржавчинным грибом Puccinia absinthii, ухудшающего качество эфирных масел растения.
Растение способно расти в сухом и жарком климате.

## Классификация

### Таксономия[13]
Seriphidium balchanorum (Krasch.) Poljakov, Trudy Inst. Bot. Akad. Nauk Kazakhst. S.S.R. 11: 174
Вид Seriphidium balchanorum относится к роду Seriphidium семействa Астровые (Asteraceae) порядка Астроцветные (Asterales). Кладограмма в соответствии с Системой APG IV:
|  |                                      |  |                                   |                                   |                    |  | ещё 10 семейств | ещё 10 семейств |                         |  |  |  | еще 34 подтвержденных вида |
|  |                                      |  |                                   |                                   |                    |  | ещё 10 семейств | ещё 10 семейств |                         |  |  |  | еще 34 подтвержденных вида |
|  |                                      |  |                                   | порядок Астроцветные              |                    |  |                 |                 | род Seriphidium         |  |  |  |                            |
|  |                                      |  |                                   | порядок Астроцветные              |                    |  |                 |                 | род Seriphidium         |  |  |  |                            |
|  | отдел Цветковые, или Покрытосеменные |  |                                   |                                   | семейство Астровые |  |                 |                 | Seriphidium balchanorum |  |  |  |                            |
|  | отдел Цветковые, или Покрытосеменные |  |                                   |                                   | семейство Астровые |  |                 |                 |                         |  |  |  |                            |
|  |                                      |  | ещё 63 порядка цветковых растений | ещё 63 порядка цветковых растений |                    |  |                 | ещё 1804 рода   | ещё 1804 рода           |  |  |  |                            |
|  |                                      |  |                                   | ещё 63 порядка цветковых растений |                    |  |                 |                 | ещё 1804 рода           |  |  |  |                            |